# Salsiccia Lucanica di Picerno
La salsiccia Lucanica di Picerno, variante della salsiccia lucana, è un insaccato tipico della regione Basilicata. Dopo un iter durato circa dieci anni, ha ottenuto  il marchio I.G.P. nel 2018.

## Storia
La salsiccia è un prodotto antico, risalente all'epoca preromana. Diverse personalità della Roma antica come Varrone, Marziale, Apicio, Cicerone sostennero che i romani quando parlavano di "lucanica" si riferivano all’insaccato da loro scoperto in Lucania, antica regione che comprendeva la maggior parte dell'odierna Basilicata.
A partire dagli anni settanta, quando la produzione familiare dei salumi si estese a produzione imprenditoriale, gli abitanti della Basilicata, e in particolare di Picerno, riadottarono il nome originario dell’insaccato, associandolo al territorio di provenienza. Così, il generico nome di salsiccia venne, gradualmente, identificato con "Lucanica di Picerno".

## Caratteristiche
La Lucanica di Picerno è preparata, esclusivamente, con tagli di carne di maiale e si contraddistingue per la caratteristica forma ricurva ad "U". La fetta ha un colore rosso rubino, con presenza di frazione adiposa. Viene aromatizzata con semi di finocchio selvatico. Viene anche prodotta una variante con l'aggiunta di peperoncino dolce o piccante.

## Zona di produzione
La zona di produzione della Lucanica di Picerno ricade nei territori di Picerno,  Tito,  Satriano  di  Lucania,  Savoia di Lucania, Vietri di Potenza, Sant'Angelo Le Fratte, Brienza, Balvano, Ruoti,  Baragiano,  Bella,  Muro Lucano, Castelgrande e Sasso di Castalda.